# Para-azoxyanisole
Le para-azoxyanisole (PAA) est un composé organique, cristal liquide et un ylure. À l'état solide, il est sous la forme d'une poudre blanche. Comme tous les cristaux liquides, il présente des mésophases dans une certaine gamme de température, il passe de l'état cristallin à la phase nématique à 118 °C et de la phase nématique à la phase liquide isotrope à 136 °C. Étant l'une des premières substance mésogènes connues et de par la facilité de sa synthèse, le PAA a joué un rôle important dans le développement de l'affichage à cristaux liquides.